# NGC 2534
NGC 2534 este o galaxie LINER situată în constelația Linxul. A fost descoperită în 18 martie 1790 de către William Herschel.